# Nephodia chthonia
Nephodia chthonia là một loài bướm đêm trong họ Geometridae.